# Хрусциці (Свентокшиське воєводство)
Хрусциці (пол. Chruścice) — село в Польщі, у гміні Пінчів Піньчовського повіту Свентокшиського воєводства.
Населення — 265 осіб (2011).
У 1975-1998 роках село належало до Келецького воєводства.

## Демографія
Демографічна структура на день 31 березня 2011 року:
|          | Загалом | Допрацездатний вік | Працездатний вік | Постпрацездатний вік |
| -------- | ------- | ------------------ | ---------------- | -------------------- |
| Чоловіки | 143     | 27                 | 98               | 18                   |
| Жінки    | 122     | 18                 | 76               | 28                   |
| Разом    | 265     | 45                 | 174              | 46                   |